# Sengenried
Sengenried ist ein Ortsteil des Marktes Altomünster im oberbayerischen Landkreis Dachau. Am 1. Januar 1972 kam die Einöde Sengenried als Ortsteil von Stumpfenbach zu Altomünster.

## Geschichte
Die Einöde erscheint erstmals um 1260 in einem Grundbuch des Klosters Altomünster als lateinisch villa que dicitur Nidernriet, d. h. als Ort, „der Nidernriet genannt wird“.